# Никоненко, Сергей Петрович
Серге́й Петро́вич Никоне́нко (род. 16 апреля 1941, Москва, СССР) — советский и российский актёр театра, кино и дубляжа, кинорежиссёр, сценарист и телеведущий; народный артист РСФСР (1991). Лауреат премии Ленинского комсомола (1976).

## Биография

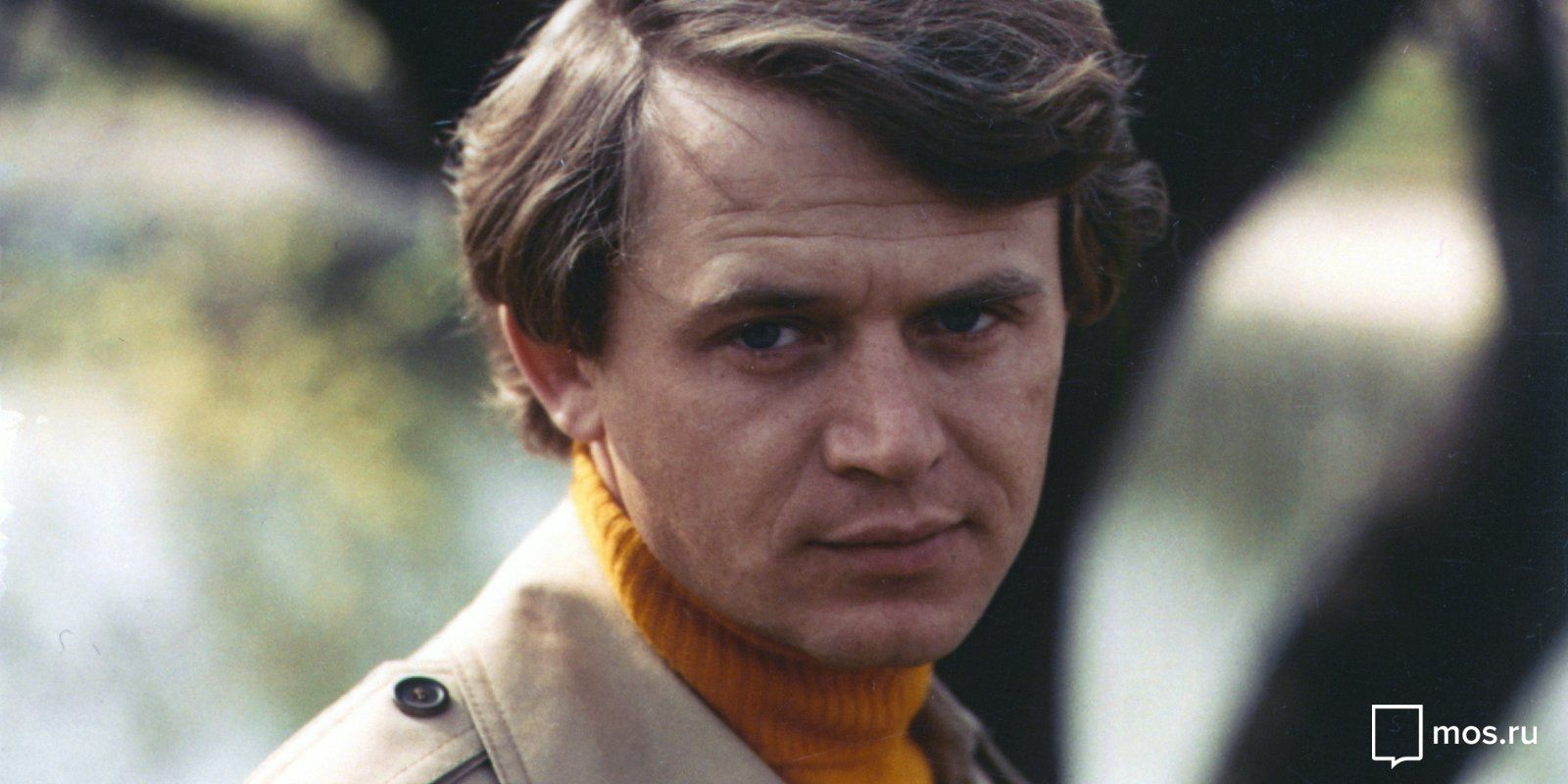
1975 год

Родился 16 апреля 1941 года в Москве в семье шофёра Петра Никаноровича (1898—1979) и стеклодувщицы лампового завода Нины Михайловны (1913—1991) Никоненко. В начале Великой Отечественной войны оказался с матерью на оккупированной территории, потом в партизанском отряде. Отец был на фронте.
Учась в школе, Сергей занимался музыкой по классу аккордеона, принимал активное участие в различных школьных конкурсах певцов и чтецов, приносил домой медали и грамоты, на радость родителям. С 13 лет он стал готовиться к карьере актёра, занимаясь в драматическом кружке и в студии художественного слова. По окончании школы поступил во ВГИК, на курс народных артистов СССР С. А. Герасимова и Т. Ф. Макаровой. Дипломный спектакль во ВГИКе — «Карьера Артуро Уи». По окончании ВГИКа в 1964 году работал в Театре-студии киноактёра (до 1974 года). В 1971 году окончил режиссёрский факультет ВГИКа. Является членом Союза кинематографистов с 1968 года. В 1974 году дебютировал как кинорежиссёр и сценарист.
Сниматься в кино начал ещё во время учёбы, дебютировав в 1961 году в фильме «Сердце не прощает». С начала 2000-х активно снимается в сериалах: «Каменская», «Невозможные зелёные глаза», «Одна любовь души моей», «Пан или пропал», «Ребята из нашего города», «Любовь как любовь», «Родина ждёт», «Граф Крестовский», «Гибель империи» и др.
С 1994 года — директор Есенинского культурного центра в Москве. С 2014 года — президент Гильдии актёров кино России.
С 28 марта по 25 апреля 2000 года и с 4 по 19 мая 2008 года вёл программу «Жди меня», заменяя Игоря Квашу.
Всего за карьеру он сыграл более чем в 210 фильмах и телесериалах. Как режиссёр снял 17 кинокартин и один телесериал «Аннушка».

### Личная жизнь
- Первая жена (1964—1966) — Ирина Мельникова.
- Вторая жена — Евгения (ныне — Соловьёва), модельер.
- Третья жена — Екатерина Воронина (род. 1946), актриса.
  - Сын — Никанор (род. 1973).
    - Внук — Пётр (род. 2008).
    - Внучка — Екатерина (род. 2014).
    - Внучка — Елизавета.

## Общественная позиция
Является членом партии «Единая Россия».
11 марта 2014 года подписал обращение деятелей культуры Российской Федерации в поддержку политики Президента РФ Владимира Владимировича Путина на Украине и в Крыму.
В 2022 году осудил артистов, выступивших против военного вторжения России на Украину и покинувших Россию, заявив: «Те актёры, которые уехали из России, — это гнилушки. Иначе и не скажешь».

## Признание и награды
Государственные награды:
- Орден «За заслуги перед Отечеством» III степени (25 августа 2023 года) — за большой вклад в развитие отечественной культуры и кинематографического искусства, многолетнюю творческую деятельность.[11]
- Орден «За заслуги перед Отечеством» IV степени (8 июня 2001 года) — за большой вклад в развитие отечественного киноискусства.[12]
- Орден Александра Невского (18 мая 2017 года) — за большой вклад в развитие отечественной культуры и искусства, средств массовой информации, многолетнюю плодотворную деятельность.[13]
- Орден Почёта (19 апреля 2011 года) — за большой вклад в развитие отечественного киноискусства.[14]
- Орден «Знак Почёта» (1971 года).
- Народный артист РСФСР (25 января 1991 года) — за большие заслуги в развитии советского киноискусства.[3]
- Заслуженный артист РСФСР (28 марта 1974 года) — за заслуги в области советского киноискусства.[15]
- Премия Ленинского комсомола (1976 года) — за воплощение образов современников в кино.

Другие награды, поощрения и общественное признание:
- Главный приз фестиваля в Оберхаузене за лучшую дипломную режиссёрскую работу — фильм «Петрухина фамилия».
- Приз кинофестиваля «Созвездие» в Твери (1999) за лучшую главную мужскую роль в фильме «Классик».
- Приз «Лучшая мужская роль» на кинофестивале «Бригантина» за фильм «Классик» (1999).
- В 2009 году стал одним из первых обладателей звезды (пятой именной) на «Аллее славы звёзд кино» перед кинотеатром «Современник» в Смоленске.
- Международная литературная премия имени Сергея Есенина «О Русь, взмахни крылами…» в номинации «Кино, театр, телевидение» (2010).
- III Забайкальский кинофестиваль в Чите — Специальный приз кинофестиваля «За выдающийся вклад в отечественный кинематограф».[16]
- Почётная грамота Совета МПА СНГ (19 мая 2016 года, Межпарламентская ассамблея СНГ) — за активное участие в проведении международного телекинофорума «Вместе», вклад в укрепление дружбы между народами государств — участников Содружества Независимых Государств.[17]
- Международная премия Дружбы народов «Белые журавли России» с вручением одноимённого ордена (2016).[18]
- Юбилейная медаль «75 лет Кемеровской области» (2018).[19]
- Спецприз имени Константина Станиславского «Верю» ММКФ 2021 — за покорение вершин актёрского мастерства и верность принципам школы К. С. Станиславского.[20]
- Золотая медаль имени С. Ф. Бондарчука Международного кинофорума «Золотой Витязь» (2021) — за выдающийся вклад в кинематограф.[21]
- Национальная премия «Имперская культура» имени Эдуарда Володина (2022).[22]

## Творчество

### Роли в театре
- «Карьера Артуро Уи»
- «Пока мой муж ловил треску» (режиссёр — О. Анохина) — старенький дяденька с усами[23]
- «Западня» (режиссёр Роберт Манукян)

### Роли в кино
1. 1961 — Жизнь сначала — эпизод
2. 1961 — Сердце не прощает — Гриша Топилин
3. 1962 — Люди и звери — Юрий Павлов
4. 1962 — 49 дней — эпизод
5. 1962 — Путь к причалу — дежурный в вытрезвителе (в титрах не указан)
6. 1963 — Шурка выбирает море — Шурка Петренко
7. 1963 — Это случилось в милиции — Фёдор Петрович Кравченко, солдат, он же Иван Зубарев
8. 1963 — Улица Ньютона, дом 1 — продавец журналов (в титрах не указан)
9. 1964 — Мирное время — Виктор
10. 1965 — Дорога к морю — ефрейтор у такси (нет в титрах)
11. 1965 — Звонят, откройте дверь — Петя Крючков, десятиклассник, пионервожатый
12. 1965 — Чёрный бизнес — ремонтник бригады Трошина
13. 1965 — Так я пришёл / Így jöttem (Венгрия) — Коля
14. 1966 — Душечка — дирижёр (виден короткое время на пятой минуте фильма)
15. 1966 — Крылья — Сергей Быстряков
16. 1967 — Война и мир — русский офицер на батарее
17. 1967 — Журналист — Александр Васильевич Реутов, редактор газеты «Горноуральский рабочий»
18. 1967 — Звёзды и солдаты — подхорунжий
19. 1967 — Места тут тихие — Тимофей Морозов, матрос-моторист, затем стрелок-радист
20. 1967 — Николай Бауман — Виктор
21. 1968 — А я уезжаю домой (к/м) — лётчик
22. 1969 — Белый взрыв — Николай Спичкин
23. 1969 — Преступление и наказание — Николай
24. 1969 — Дворянское гнездо — Гришка
25. 1969 — Золотые ворота — царь
26. 1969 — Неподсуден — Иннокентий, второй пилот
27. 1969 — Странные люди — Васька-чудик
28. 1970 — Четверо в вагоне / Chetirimata ot vagona — Павлик
29. 1970 — Красная площадь — Володя Кольцов, матрос-анархист (в 1919 году — командир бронепоезда)
30. 1970 — Спокойный день в конце войны (к/м) — Андрей, солдат
31. 1971 — Пой песню, поэт… — Сергей Александрович Есенин, русский поэт
32. 1971 — Петрухина фамилия (к/м) — Петруха
33. 1972 — Мраморный дом — Малахитов
34. 1973 — За облаками — небо — Евгений, мастер участка на авиазаводе
35. 1974 — Земляки — Семён Громов
36. 1974 — Птицы над городом — Вишняков
37. 1975 — Там, за горизонтом — Саенко
38. 1976 — Принимаю на себя — Сёмушкин, друг и помощник Серго
39. 1976 — Трын-трава — Степан Игнатьевич Калашников, механизатор
40. 1977 — Неоконченная пьеса для механического пианино — Яков, слуга Анны Петровны
41. 1977 — Долги наши — Василий, жених Верки
42. 1977 — Фантазии Веснухина — отец Кирилла Илюхина
43. 1978 — Пока безумствует мечта — полицмейстер
44. 1979 — Безответная любовь — Сенечка, актёр
45. 1979 — Впервые замужем — актёр в роли гусара на съёмках фильма (в титрах не указан)
46. 1979 — Расколотое небо — Леонид Свентицкий
47. 1979 — С любимыми не расставайтесь — Шумилов, разводящийся муж-пьяница
48. 1979 — Тема — Юрий Синицын, младший лейтенант милиции
49. 1980 — Поздние свидания — Кукушкин, приятель и сослуживец Николая Еремеевича
50. 1980 — Ты должен жить — Игорь Васильев
51. 1980 — Апрельские сны — Николай, зоотехник зоопарка
52. 1980 — Встреча — сосед в гостинице (эпизод)
53. 1981 — Цыганское счастье — Денис Иванович, председатель колхоза
54. 1981 — Шестой — Роман Григорьевич Глодов, новый (шестой по счёту) начальник милиции
55. 1982 — Инспектор ГАИ — Пётр Сергеевич Зыкин, старший лейтенант милиции, инспектор ГАИ
56. 1982 — Свидание — Марчевский
57. 1983 — Летаргия — Головин
58. 1983 — Люблю. Жду. Лена — Степаныч
59. 1984 — Если можешь, прости… — Яков Шугаев, колхозный механизатор
60. 1984 — Парад планет — Василий Сергеевич Афонин, народный депутат, водитель троллейбуса и армейского грузовика
61. 1984 — Любочка — настройщик
62. 1985 — Зимний вечер в Гаграх — Валентин Павлович Фоменко, балетмейстер
63. 1985 — Джура, охотник из Мин-Архара — Алексей, казак
64. 1985 — Корабль пришельцев — Георгий Гришин (прототип — лётчик-космонавт СССР Георгий Гречко)
65. 1985 — Прыжок
66. 1985 — Солнце в кармане — эпизод
67. 1986 — Дополнительный прибывает на второй путь — Денисов, майор милиции на транспорте
68. 1986 — Обвиняется свадьба — Пилип, дядя жениха
69. 1986 — Была не была — Вениамин Вениаминович
70. 1986 — От зарплаты до зарплаты — Губкин
71. 1987 — Завтра была война — Николай Григорьевич Ромахин, директор школы
72. 1987 — Уполномочен революцией — Михаил Васильевич Фрунзе
73. 1987 — Лиловый шар — коноед
74. 1987 — Про любовь, дружбу и судьбу — Антипов
75. 1988 — Ёлки-палки! — Николай Николаевич Князев, телемастер
76. 1988 — Хлеб — имя существительное — Николай Харламов
77. 1989 — В знак протеста — Рубакин-Юсупов
78. 1989 — Жизнь по лимиту — Чума
79. 1989 — Пиры Валтасара, или Ночь со Сталиным — Климент Ефремович Ворошилов
80. 1989 — Сталинград — Александр Ильич Родимцев, генерал-полковник, Герой Советского Союза
81. 1990 — Бес в ребро — Жигунов
82. 1990 — Красное вино победы — Никанорович
83. 1990 — Испанская актриса для русского министра — Чапаев
84. 1990 — Мои люди — Минаев
85. 1990 — Нелюдь — Игорь Плужников
86. 1991 — Агенты КГБ тоже влюбляются — Пирожков
87. 1991 — Моя соседка — сын Купцова
88. 1991 — Брюнетка за 30 копеек — Матвей Матвеевич Матвеев, мэр города Валуйска
89. 1991 — Виват, гардемарины! — граф Пётр Григорьевич Чернышёв, посол
90. 1991 — Резиновая женщина — Коля, священник
91. 1991 — Семьянин — Василий Колыванов
92. 1991 — Умирать не страшно — Иван Карась, нищий бродяга
93. 1992 — Анкор, ещё анкор! — Иван Крюков, капитан
94. 1992 — Время вашей жизни —
95. 1992 — Игра всерьёз — Саня Дыскин, старший лейтенант милиции
96. 1992 — Контрабандист / В поисках золотого фаллоса — Никанор
97. 1992 — Сезон обнажённого сердца
98. 1992 — Фанданго для мартышки
99. 1993 — Ангелы смерти — Александр Ильич Родимцев, генерал-полковник, Герой Советского Союза
100. 1993 — Не хочу жениться! — Матвей, муж Раисы, друг Шурика, врач-анестезиолог
101. 1993 — Хочу в Америку — Пётр Петрович
102. 1994 — Анекдотиада, или История Одессы в анекдотах — Де Рибас
103. 1994 — Мастер и Маргарита — Степан Богданович Лиходеев, директор Варьете
104. 1995 — Московские каникулы — сотрудник аэропорта
105. 1996 — Старые песни о главном 2 — командир полка во время Великой Отечественной войны
106. 1996 — Шрам. Покушение на Пиночета — Пётр Николаевич
107. 1997 — Время танцора — Фёдор, отец Ларисы
108. 1997 — Грешная любовь — Нестор
109. 1997 — Дети понедельника — Олег Карлович Яценко, участковый инспектор милиции
110. 1997 — Звёздная ночь в Камергерском — офицер милиции, бывший одноклассник вора
111. 1998 — Классик — Николай Васильевич Горский, подставной «Классик»
112. 1998 — Сочинение ко Дню Победы — Нечипоренко, начальник аэропорта
113. 1998 — Райское яблочко — повар
114. 1999 — Китайскій сервизъ — Арсений Петрович Мышко, агент имперского сыска
115. 2000 — Новый год в ноябре — Сёмочкин
116. 2000 — Что нужно женщине... — Парамон
117. 2000 — Истинные происшествия — священник
118. 2000 — 2001 — Ростов-папа — поэт
119. 2001 — Я — кукла — Алексей Иванович («Батя»)
120. 2001 — Северное сияние — Павел, отчим Натальи
121. 2001 — Дикарка — Кирилл Максимович Зубарев
122. 2002 — Порода — Степан Иванович, отец Оли
123. 2002 — Только раз… — близнецы
124. 2003 — Спасибо — Модест
125. 2003 — А поутру они проснулись — сантехник Максимыч, клиент медицинского вытрезвителя, слесарь из бойлерной
126. 2003 — Тартарен из Тараскона — полковник
127. 2004 — О любви в любую погоду — Эдуард Павлович
128. 2005 — С днём рождения, королева! — Иван Алексеевич Едалов, русский генерал
129. 2006 — Пушкин. Последняя дуэль — Никита Тимофеевич Козлов, крепостной «дядька» А. С. Пушкина
130. 2006 — Парк советского периода — Василий Иванович Чапаев, начальник дивизии Красной армии
131. 2006 — Вы не оставите меня — Иванов, театральный режиссёр
132. 2007 — Лузер — Павел Добудько, инспектор ГАИ
133. 2007 — Старики-полковники — Стеценко, полковник в отставке
134. 2008 — Пассажирка — старший штурман
135. 2009 — Чёрта с два — «Папа»
136. 2009 — Десять зим / Dieci inverni — Корсаков, профессор
137. 2010 — О чём говорят мужчины — капитан теплохода
138. 2011 — Бомбила — Бочкин
139. 2012 — Одноклассники.ru: НаCLICKай удачу — Виктор Павлович, владелец компании, отец Маши
140. 2012 — Длинноногая и ненаглядный — рассказчик
141. 2012 — Сердце моё — Астана — Сергей
142. 2012 — Три товарища — Сергей Олегович
143. 2012 — Подстава — Аркадий Сергеевич Галицкий, депутат Думы
144. 2013 — Алмаз в шоколаде — Скворцов, подполковник полиции, старший оперуполномоченный по особо важным делам
145. 2013 — Сокровища О. К. — дед Иван, стрелец войска Ивана Грозного
146. 2014 — Аз воздам — Степан Андреевич Егоров, полковник СК
147. 2014 — Мама Люба — дед Антон
148. 2014 — Охота жить — Филипп
149. 2014 — Тайна тёмной комнаты —
150. 2014 — Русский характер — Михаил Ильич Фадеев, дед
151. 2015 — Главный — Борис Бещёв
152. 2016 — Опасные каникулы — Георгий Иванович
153. 2017 — Детки напрокат — Владимир, дачник
154. 2018 — Со дна вершины — Геннадий Вячеславович (Славич), тренер Алексея Царёва и Константина Королькова по горнолыжному спорту
155. 2018 — Крымский мост. Сделано с любовью! — Дамир Надырович
156. 2023 — Армариус. Тайна Красной планеты (в производстве) — профессор Чудов
157. 2023 — Каждый мечтает о собаке — дед Юрки
158. 2024 — Баба Яга спасает Новый год — Дед Мороз

### Роли в телесериалах
1. 1972 — Освобождение — Александр Голубев, адъютант
2. 1975 — Волны Чёрного моря — Родион Жуков, матрос с броненосца «Потёмкин»
3. 1977 — Хождение по мукам — Семён Красильников
4. 1999 — 2011 — Каменская — полковник Гордеев
5. 2000 — Ростов-папа — поэт
6. 2001 — Идеальная пара — Пантелей Сидорович Лукошин
7. 2001 — Курортный роман — Пронякин
8. 2001 — Игры в подкидного — Квач
9. 2002 — Невозможные зелёные глаза — полковник
10. 2003 — Родина ждёт — Борис Казимирович Моршанский
11. 2003 — Пан или пропал — инспектор Ларс Мульдгорд
12. 2003 — Ребята из нашего города — генерал
13. 2004 — Холостяки — эпизод
14. 2004 — Богатство — Соломин
15. 2004 — Ландыш серебристый — генерал Никодимов
16. 2004 — Граф Крестовский — Саврасов
17. 2005 — Гибель империи — генерал Ренненкампф
18. 2005 — Новый русский романс — Соломин
19. 2005 — Косвенные улики — Даев
20. 2005 — Звезда эпохи — Вова
21. 2006 — Театр обречённых — следователь прокуратуры Захаров
22. 2006 — Печорин. Герой нашего времени — Максим Максимыч
23. 2006 — Любовь как любовь — Платон Лобов
24. 2006 — Охотник — Михаил Сусел
25. 2007 — Ленинград — капитан-артиллерист
26. 2007 — Встречная полоса — инспектор Иван Волков
27. 2007 — Одна любовь души моей — дядька великого поэта Никита Козлов
28. 2007 — Братья — Иван Петрович Воробьёв
29. 2008 — Оружие — Сергей Степанович, генерал ФСБ
30. 2009 — Суд — Виктор Рогожкин
31. 2009 — Аннушка — Петрович
32. 2009 — Аптекарь — Зотов
33. 2011 — Бомбила — следователь прокуратуры, полковник Егор Бочкин
34. 2011 — Товарищи полицейские — тесть Гоголева, генерал МВД в отставке
35. 2011 — «Кедр» пронзает небо — генерал И. А. Серов
36. 2012 — Право на правду — Альберт Васильевич Лопатин, заместитель Председателя СК РФ
37. 2012 — Хмуров — Макарыч
38. 2013 — Людмила — следователь Новожилов
39. 2013 — Станица — Владислав Митрофанович Волков
40. 2013 — Не женское дело — Иван Семёнович, отец Ольги
41. 2013 — Гейзер / Geyzer — Альберт Вениаминович
42. 2014 — Море. Горы. Керамзит — Филиппон
43. 2014 — Письма на стекле — Ростислав Игоревич Ипатов
44. 2015 — Письма на стекле. Судьба — Ростислав Игоревич Ипатов
45. 2018 — Годунов — Никита Строганов, купец
46. 2018 — Мятеж — Павел Васильевич Журавлёв
47. 2018 — Доктор Рихтер 2 — Леонид Георгиевич Егоршин, отец Руслана

### Озвучивание мультфильмов
1. 1982 — Будь здоров! — рассказчик

### Киножурнал «Ералаш»
1. 1986 — Выпуск № 57 (сюжет «Друг человека»)[24] — папа мальчика
2. 2013 — Выпуск № 275 (сюжет «Любопытный дед»)[25] — дедушка Саши

### Киножурнал «Фитиль»
1. 1986 — Выпуск № 121 (сюжет «Капитальный ремонт») — директор
2. 2005 — Выпуск №198 (сюжет «Консфикация») — судья

### Режиссёрские работы
1. 1971 — Петрухина фамилия
2. 1974 — Птицы над городом
3. 1976 — Трын-трава
4. 1978 — Целуются зори
5. 1981 — Цыганское счастье
6. 1983 — Люблю. Жду. Лена
7. 1985 — Корабль пришельцев
8. 1988 — Ёлки-палки!
9. 1991 — Брюнетка за 30 копеек
10. 1991 — Семьянин
11. 1991 — Хочу вашего мужа
12. 1993 — Не хочу жениться!
13. 1993 — Хочу в Америку
14. 2001 — Курортный роман
15. 2003 — А поутру они проснулись
16. 2009 — Аннушка
17. 2014 — Охота жить

### Сценарист
1. 1974 — Птицы над городом
2. 1981 — Цыганское счастье
3. 1983 — Люблю. Жду. Лена
4. 1988 — Ёлки-палки!
5. 1991 — Хочу вашего мужа
6. 2014 — Охота жить (по мотивам рассказов В. М. Шукшина «Билетик на второй сеанс», «Осенью», «Охота жить»)

### Документальные фильмы
- «Сергей Никоненко. „Поздно, люблю другую“» («Первый канал», 2011)[26]
- «Сергей Никоненко. „О, счастливчик!“» («ТВ Центр», 2011)[27]
- «Сергей Никоненко. „Мне осталась одна забава…“» («Первый канал», 2016)[28]